# HERE 時を越えて
『HERE 時を越えて』（ヒア ときをこえて、原題：Here）は、2024年のアメリカ合衆国のドラマ映画。
窓と作りつけの暖炉のほかには何もない部屋の一角を舞台に、紀元前から遥か未来に至るまで、時代時代でその空間を彩った住人たちとそこで起きた無数の出来事をたった6ページで描いたリチャード・マグワイアの異色グラフィックノベル『HERE ヒア』の映画化。ロバート・ゼメキス監督、トム・ハンクス主演。

## あらすじ
2024年、空き家となった一軒家のリビングで、年老いたリチャード・ヤングはある人物を待っていた。
この家は、第二次世界大戦後に彼の両親が買ったもので、彼自身も生まれた時から10年前まで長く住んでいた場所である。リビングの窓からは、かつてベンジャミン・フランクリンの婚外子ウィリアム・フランクリンが住んでいた歴史的建築物が見える。
ここは、白亜紀には恐竜が活躍し、イギリスの植民地になる前は先住民が暮らす土地でもあった。
20世紀初頭に建てられた準植民地様式のこの家の最初の住人は、飛行機に乗ることに情熱を傾けたジョン・ハーターとその家族。次に、発明家リー・ベックマンとその妻が第二次世界大戦中まで住んでいた。
リチャードがこの家を手放した後、2010年代半ばからはハリス家族と使用人のラケルが住み、2024年現在は売りに出されていた。
時を超えて、ここでは様々な愛が育まれ、新しい命が迎えられ、家族同士の葛藤があり、別れがあった。スペイン風邪も新型コロナウイルス感染症も、ここにあった。ブラック・ライヴズ・マターもあった。レコード、ラジオ、テレビからも、様々な音がここに流れていた。異なる時代の悲喜こもごもの瞬間を、リビングに固定された視点で、さまざまな順序で描かれる。
最後に、ある人物とリチャードは、ここに座って、かつての幸せな瞬間を思い出すのだった。

## キャスト
リチャード・ヤング
演 - トム・ハンクス
マーガレット・ヤング
演 - ロビン・ライト
リチャードの妻。
アル・ヤング
演 - ポール・ベタニー
ローズの夫で、リチャードの父親。
ローズ・ヤング
演 - ケリー・ライリー
アルの妻で、リチャードの母親。
エリザベス・ヤング
演 - ローレン・マックイーン
リチャードの妹。
10代のエリザベス
演 - ボー・ガズドン
ジミー・ヤング
演 - ハリー・マーカス
リチャードの弟。
ヴァネッサ・ヤング
演 - Zsa Zsa Zemeckis
リチャードとマーガレットの娘。
ポーリーン・ハーター
演 - ミシェル・ドッカリー
ジョン・ハーター
演 - グウィリム・リー
ポーリーンの夫。
リー・ベックマン
演 - デヴィッド・フィン
発明家。
ステラ・ベックマン
演 - オフィリア・ラヴィボンド
ピンナップガール。
デヴォン・ハリス
演 - ニコラス・ピノック
ヘレン・ハリス
演 - ニキ・アムカ＝バード
デヴォンの妻。
ラケル
演 - Anya Marco Harris
デヴォンとヘレンの使用人。
テッド
演 - トニー・ウェイ
ヴァージニア
演 - ジェミマ・ルーパー
ウィリアム・フランクリン
演 - ダニエル・ベッツ
ベンジャミン・フランクリン
演 - キース・バートレット
ベサニー
演 - リリー・アスペル
アール・ヒギンズ
演 - ジョナサン・アリス
ギルバート・ムーア
演 - アンガス・ライト